# محمدرضا کلباسی

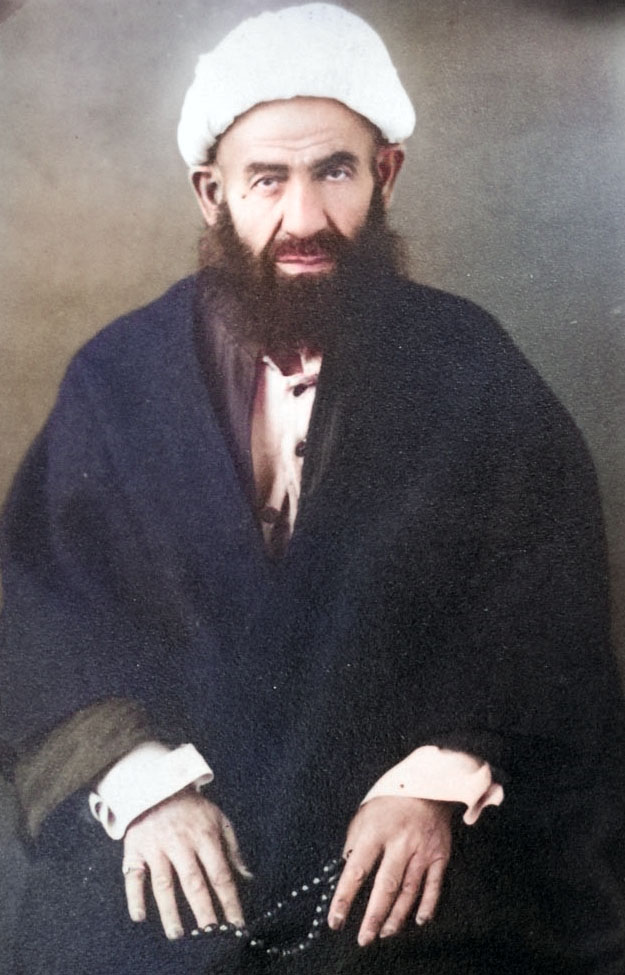
محمد رضا کلباسی اشتری

محمدرضا کلباسی اشتری (زادهٔ ۱۲۹۵ هجری قمری اصفهان - درگذشتهٔ چهارم شوال ۱۳۸۳ قمری، ۲۹ بهمن ۱۳۴۲ خورشیدی در مشهد)، فقیه، فیلسوف، اصولی، مفسر قرآن، متکلم، محقق علم رجال و مرجع تقلید شیعه بود.

## زندگی و تحصیلات

### آغاز زندگی
محمدرضا کلباسی اشتری فرزند عبدالرحیم کلباسی فرزند محمدرضا (مشهور به شیخ الاسلام) فرزند مرجع تقلید شیعه محمدابراهیم کلباسی بود. وی از نوادگان صحابی علی، مالک اشتر نخعی است. در سال ۱۲۹۵ قمری در اصفهان زاده شد. مادرش خورشید بیگم، دختر سیّد ابوالقاسم حیدرآبادی از نوادگان معلم ثالث، میرداماد بود. خورشید بیگم نزد پدر و همسرش با مبانی فقه و حکمت آشنایی یافته بود و بعضی بانوان را در خانه تعلیم می‌داد.
محمدرضا کلباسی از دوران کودکی به یادگیری علوم و معارف دینی و معارف روی آورد و در حوزه اصفهان از محضر استادان آن زمان در علوم گوناگون بهره برد. وی ادبیات فارسی و عرب را نزد ملاحسین نائینی آموخت. سپس بخشی از فقه و اصول را نزد پدر خود خواند و موفق به اخذ اجازهٔ اجتهاد و نقل روایت از او شد.

### ماجرای ساختمسجد رکن الملک
در یکی از سال‌های خشک‌سالی که مردم اصفهان در تنگنای بی‌آبی و قحطی قرار گرفته بودند، میرزا سلیمان خان رکن‌الملک، از  محمد تقی نجفی می‌خواهد تا نماز درخواست باران خوانده و از خدا رفع این گرفتاری را بخواهد.
پس از فراهم شدن مقدمات برای انجام نماز باران، شیخ محمدتقی آقا نجفی از میرزا عبدالرحیم کلباسی که عالمی فاضل و خطیبی ماهر و عارفی کثیرالبکا بود و نفسی‌گیرا و تأثیری بسزا داشت، درخواست کرد که بر منبر برود و مردم را موعظه کند و با توسل، زمینه را آماده کند تا نماز باران در کمال خشوع و بندگی به جای آورده شود.
آقا میرزا عبدالرحیم به آقا نجفی گفت: اجازه بدهید که این موعظه و خطابه را پسرم میرزا رضا انجام دهد و او به منبر برود. اما آقا نجفی پاسخ داد: جلسه به این مهمی را نمی‌توان به دست نوجوانی هیجده ساله سپرد.
سرانجام آقا میرزا عبدالرحیم کلباسی  بالای منبر رفته و پس از کمی موعظه، ادامه این منبر را به پسرش میرزا رضا کلباسی واگذار کرد. میرزا رضای جوان  همچون پدر بزرگوارش کثیرالبکاء و سخنوری توانا بود، جلسه را به صحرای محشر تبدیل کرد و زلزله و تکانی عجیب به مجلس داد، به گونه‌ای که صدای ضجّه و ناله و گریه مرد و زن و کوچک و بزرگ بلند ‌شد و مجلس از هر جهت برای ادای نماز باران مهیا گردید. محمدتقی نجفی معروف به آقا نجفی که این التجاء و توسل بی‌نظیر را دید، به شدت تحت تأثیر قرار گرفت و پس از اقامه نماز استسقاء، همان‌جا به رکن‌الملک فرمود: شما مسجدی در تخت فولاد بسازید، که ایشان (آقا میرزا رضا) در آن، دعای کمیل بخواند و به وعظ و خطابه بپردازد.
بدین ترتیب بنای مسجدالاقصی(رکن‌الملک)  جهت اقامه نماز و مراسم دعای کمیل  محمدرضا کلباسی گذاشته ‌شد و  این مراسم معنوی تاکنون که بیش از یک قرن از تأسیس مسجد گذشته، هر سحر شب جمعه با نوای نوه ایشان احمد کلباسی اشتری و با حضور خیل مشتاقان ادامه دارد.

### مهاجرت به تهران
با توجه به این که در این ایام مکتب حکمی و عرفانی تهران از اسم و رسمی برخوردار شده بود و حکمت و عرفان و دیگر علوم اسلامی با حضور افرادی چون علی زنوزی و حکیم میرزا حسن جلوه رونق بسیار خوبی یافته بود، کلباسی همراه پدر به تهران مهاجرت کرد و در آنجا فقه و اصول را نزد میرزاحسن آشتیانی و حاج فاضل تهرانی و علوم عقلی را نزد افرادی چون میرزا ابوالحسن جلوه و ملامحمد آملی آموخت.

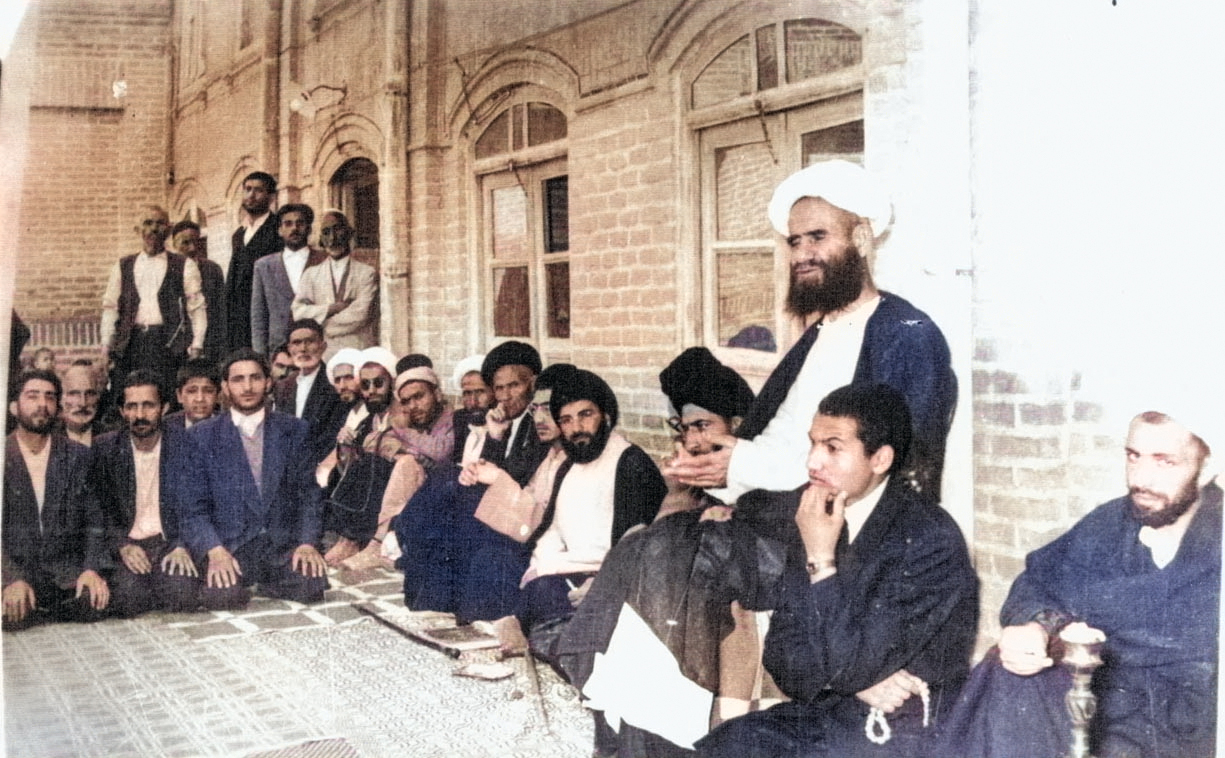
mohammadreza kalbasi

### بازگشت به اصفهان
محمدرضا کلباسی پس از بهره‌گیری از اندوخته‌های فلسفی و عرفانی مکتب تهران در سال ۱۳۲۶ قمری به اصفهان بازگشت. محمدرضا کلباسی، حدود دو سال در مجلس درس احمد مجتهد بیدآبادی (حسین‌آبادی) شرکت کرد و در مجلس درس فقه و اصول محمدعلی نجفی حاضر شد و تا پایان حیات او، حضور در محفل درسی او را مغتنم می‌دانست و پس از مرگ او به مجلس درس محمدتقی آقانجفی رفت و قسمتی از فقه و اصول را نزد وی آموخت. محمدرضا کلباسی، در میان سال‌های حضور در اصفهان، برای یادگیری فلسفه و عرفان، کتابهای اسفار ملاصدرا و الشواهدالربوبیة و شرح اشارات را از حکیم جهانگیرخان قشقایی فراگرفت. شرح قیصری بر فصوص، ریاضیات و قسمتی از فقه را از عارف کامل آخوند ملامحمد کاشانی بهره برد. او با تعلیم طب سنتی، کتاب قانون ابن سینا، شرح الاسباب، شرح نفیسی، و بعضی کتابهای دیگر را نزد طبیب فاضل حاج میرزا محمدباقر حکیم‌باشی و میرزا حسن شیرازی آموخت و علاوه بر مقام فقاهت و حکمت، طبیبی حاذق شد. پس از تحصیلات تکمیلی، کلباسی سال‌ها به تدریس در حوزهٔ اصفهان اشتغال داشت. پبشینهٔ تدریس او به دوران نوجوانی می‌رسد. میرزا علی شیرازی که در سن بالا به یادگیری مشغول شده بود، به توصیهٔ حکیم جهانگیرخان قشقایی به تحصیل نزد او که در آن زمان کم سن و سالترین شاگرد قشقایی بود پرداخت و مدتی از او استفاده نمود.

### مهاجرت به نجف
محمدرضا کلباسی در رجب ۱۳۲۳ قمری یک سال پیش از انقلاب مشروطه پس از سفر به مکه و اداء مناسک حج، در نجف زندگی کرد و حدود سه سال در مجلس درس آخوند خراسانی، سید محمدکاظم یزدی، شیخ الشریعهٔ اصفهانی، میرزا محمدتقی شیرازی، شیخ عبدالله مازندرانی شرکت کرد و از اینان و همچنین برخی دیگر از استادانش اخذ دانش کرد و به دریافت اجازهٔ اجتهاد و نقل روایت به او داده شد.

### بازگشت از نجف
وی پس از سه سال زندگی و تعلیم از اساتید و مراجع نجف و اخذ اجازهٔ اجتهاد، در سال ۱۳۲۶ قمری به اصفهان بازگشت و بر کرسی تدریس و پژوهش و تربیت شاگردان قرار گرفت. رکن الملک که شبستان مسجد خود را برای اقامهٔ نماز و برگزاری دعای کمیل او ساخته بود، پس از استقبال مردم، مصمّم به تکمیل این بنا شد و با ساخت گنبد و صحن بزرگ مسجد و حجرات اطراف آن، ساخت مسجد را به پابان رساند. همچنین مشهدی محمد والی زاده، نواده محمدکاظم واله عمارت باغ موروثی خود را برای سکونت محمدرضا کلباسی و امامان جماعت از فرزندان او وقف کرد. در سال‌های ۱۳۴۳ تا ۱۳۴۶ قمری که مخالفت روحانیون علیه سیاست‌های ضد دینی رضا شاه به اوج خود رسید محمدرضا کلباسی به منظور اعتراض همراه نورالله اصفهانی، سید العراقین، فشارکی، شیخ مهدی نجفی و میرزا حسن روضاتی به قم رفت. او همه روزه در صحن معصومه از سوی علمای مهاجر به منبر می‌رفت و مسائل سیاسی را عنوان می‌نمود. پس از کشته شدن نورالله نجفی مسجدشاهی وی دستگیر و مدت هفت ماه بازداشت شد و پس از دوران بازداشت به مدت دو سال به نیشابور تبعید شد و پس از توقف کوتاهی در نیشابور با توافق دستگاه حاکمه به مشهد رفت و باقی دوران تبعید خود را در جوار آستان علی بن موسی الرضا گذراند.

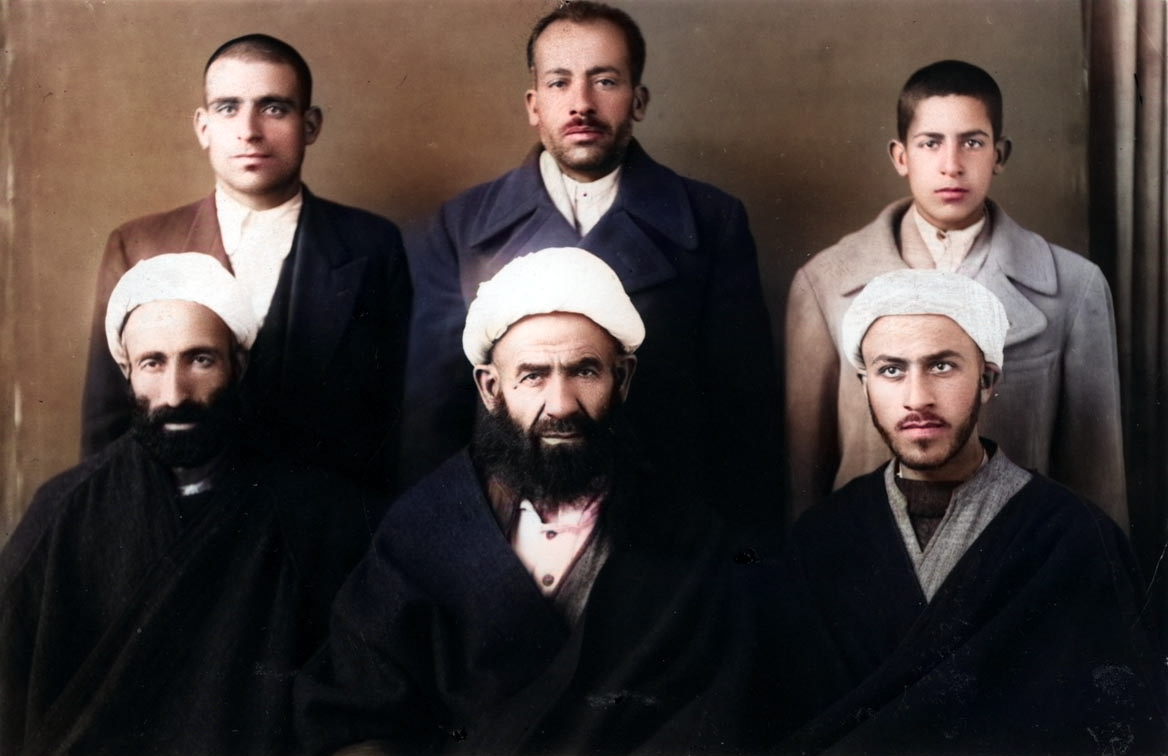
محمدرضا کلباسی اشتری

### مهاجرت به مشهد
محمدرضا کلباسی پس از پایان دوران تبعید به اصفهان بازگشت، ولی پس از سه سال زندگی در این شهر سرانجام در سال ۱۳۴۸ قمری/ ۱۳۰۸خورشیدی به دلیل علاقه به رضا، تا پایان عمر در مشهد سکونت یافت و به تربیت و تعلیم طالبان فقه و اصول و فلسفه و تألیف کتب پرداخت. همچنین در ایوان مقصوره مسجد جامع گوهرشاد نماز جماعت اقامه می‌کرد. مراسم احیا و دعای کمیل او در مسجد گوهرشاد مورد توجه مردم بود.

### درگذشت
محمدرضا کلباسی، سحرگاه سه شنبه چهارم شوال ۱۳۸۳، ۲۹ بهمن ۱۳۴۲، در ۸۵ سالگی در مشهد درگذشت. خاکسپاری او از منزل وی واقع در بازار بزرگ به سمت حرم رضا، با حضور علما و مردم مشهد انجام شد. سید محمدهادی میلانی نماز بر پیکر وی خواند و جنازه او در صحن عتیق (سقاخانهٔ اسماعیل طلا) ایوان سوم، کف ایوان دفن شد. میلانی برای کلباسی مجلس ترحیم گرفت و به دستور او سنگ بزرگی به دیوار ایوان نصب شد و نام و نسب او روی آن نوشته شد. در نجف نیز به دستور سیدابوالقاسم خویی در جوار حرم علی مراسم بزرگداشت او برگزار شد

## فعالیت‌های سیاسی و اجتماعی

### مهاجرت و تبعید به خراسان
محمدرضا کلباسی به هنگام اوج‌گرفتن مخالفت روحانیت با سیاست‌های دینی رضاشاه همراه نورالله اصفهانی به قم مهاجرت کرد و با سخنرانی‌های خود توانست بر مردم نسبت به سیاست‌های رضاشاه تاثیر داشته باشد. نقش او موجب دستگیری وی شد. او مدت ۷ ماه در بازداشت بسر برد و پس از آن نیز به خراسان تبعید شد. کلباسی مدت دو سال در مشهد ماند، سپس به اصفهان برگشت و بار دیگر برای زندگی دائم به مشهد آمد. او در حرکت‌های دینی سیاسی مردم مشهد به‌ویژه نهضت ملی نفت از گردانندگان اصلی نهضت بود و مبارزین ملی و دینی و روشنفکران تحصیل کرده از او پشتیبانی می‌کردند.

### فتوای ضد استعماری
با آغاز نخست‌وزیری مصدق و ایجاد موج تازه‌ای از مبارزات ضد استعماری در ایران به‌رغم مخالفت برخی از علما، شخصیت‌ها و بزرگ مالکان مشهد با دولت مصدق، مردم این شهر از او پشتیبانی کردند. گروهی از مردم مشهد برای آگاهی از نظرات علمای مشهد، از آنان دربارهٔ نفت و خلع ید از کمپانی انگلیس استفتاء کردند. شاخص‌ترین علمایی که مورد سؤال قرار گرفتند، امیرزا احمد کفایی خراسانی، سید یونس اردبیلی، سیدحسن قمی، فقیه سبزواری و محمدرضا کلباسی بودند. در این میان کلباسی با توجه به پبشینه مبارزاتی علیه رضاشاه و تبعیدش به خراسان زودتر از دیگران در پاسخ به استفتا مردم مشهد فتوایی دربارهٔ ضرورت مبارزه با استعمار انگلستان صادر کرد. همین امر موجب اقبال ویژه نیروهای ملی-مذهبی خراسان به او شد.

### دعوت مردم به پشتیبانی از دولت مصدق
کلباسی از چهره‌های روحانی شاخصی بود که نقش مهمی در دعوت مردم به یکی از اجتماعات مهم مردم مشهد در پشتیبانی از دولت مصدق داشت. اجتماعی که در ۳ خرداد ۱۳۳۰ ابتدا در میدان شاه (شهدای فعلی) از سوی جمعیت‌های موتلف اسلامی مشهد که با عضویت گروه‌هایی چون کانون نشر حقایق اسلامی و انجمن پیروان قرآن تشکیل شده بود، برگزار شد و در آن امیرپور، مصباح الهدی و محمدتقی شریعتی در پشتیبانی از دولت مصدق سخنرانی کردند. تجمع کنندگان در میدان در ادامه این میتینگ به سمت حرم رضا حرکت کردند و شعارهایی در پشتیبانی از دولت مصدق در ماجرای خلع ید و شعارهایی علیه دولت انگلیس سر دادند.

### نخستین سخنرانی در نهضت ملی مشهد
همچنین در این تظاهرات، احمد سیدی پیام کلباسی را برای حاضرین خواند. کلباسی که خود در این تجمع حضور داشت با تشویق‌های پیاپی مردم خود نیز به سخنرانی پرداخت و در سخنانی به وظایف مسلمانان در موقع خطر و هجوم بیگانگان به کشور و نیز لزوم دفاع زنان و مردان مسلمان از منافع حیاتی خود اشاره کرد. این گفته‌ها نخستین سخنرانی کلباسی در چنین تجمعاتی بود. وی که پبشینه مبارزه با رضاشاه و زندانی شدن و تبعید را در کارنامه خود داشت، تنها مرجع ساکن در مشهد بود که به صراحت در پشتیبانی از ملی شدن صنعت نفت فتوا داده و در جریان مبارزات مردم آشکارا وارد میدان شده بود.

### آرزوی «شهادت» در این «جهاد مقدس»
کلباسی در مراسم دعایی که در شب جمعه ۲۴ خرداد ۱۳۳۰ و با شرکت بیش از ده هزار نفر در مسجد گوهرشاد برگزار شد، پس از سخنرانی احمد سیدی، یکی از بازرگانان مشهد، دربارهٔ خلع ید به ایراد سخنرانی پرداخت. وی در این سخنرانی که نزدیک ۳ ساعت به طول انجامید، ضمن اعلام پشتیبانی خود از هیئت اعزامی به آبادان برای خلع ید، به بیان «مظالم و جنایت‌های» شرکت سابق نفت پرداخت و در آخر چنین گفت: «من در این مرحله آخر عمر از خدا می‌خواهم توفیق پیدا کنم تا جان خود را در این جهاد مقدس فدا سازم.»

## تالیفات
محمدرضا کلباسی کتاب‌هایی در فقه، اصول، فلسفه، عرفان و اخلاق نوشته‌است که عبارت اند از:
1. أنیس اللیل در شرح دعای کمیل
2. نفحات اللیل در شرح دعای کمیل
3. شرح دعای صباح
4. شفاءالصدور فی أیام العاشور
5. إیقاضات الأصول
6. قاعدة الید
7. رسالهٔ استدلالی در رضاع (در فقه)
8. حاشیه بر رسائل شیخ انصاری (در اصول فقه)
9. حاشیه بر کفایهٔ آخوند خراسانی (در اصول فقه)
10. حاشیه بر نجاة العباد (رسالهٔ عملیهٔ عربی)
11. حاشیه بر منتخب الرسائل (رسالهٔ عملیهٔ فارسی)
12. حواشی استدلالی بر کتاب الصلاة آیةالله العظمی رضا همدانی
13. حواشی بر اسفار ملاصدرا شیرازی (در فلسفه)
14. حواشی بر منظومهٔ ملاهادی سبزواری (در فلسفه)
15. الدعوة الحسینیة إلی نصرة الشریعة الإسلامیة
16. راهنمای دین یا دستور تبلیغ (رسال‌های در روش امر به معروف و نهی از منکر)
17. اشراقات الأیّام لإفاضات الأنام (در تفسیر عرفانی بعضی آیات قرآن مجید)[۸]
18. شرح عرفانی بر اشعار خواجه حافظ شیرازی
19. طریق العبودیة یا راه اطاعت و بندگی
20. هدیة السالکین
21. مقامات العارفین در شرح منازل السالکین
22. منازل السائرین در شرح مقامات العارفین (در سه جلد)
23. مکیال الیقین در اصول دین
24. نهج النجاة یا راه نجات آخرت
25. شرح حدیث اهلیلجه
26. تلخیص روضات الجنّات

کتاب انیس اللیل و نفحات اللیل دو شرح متفاوت بر دعای کمیل و رساله‌های اخلاقی عرفانی و رساله‌های اعتقادی کلامی او با پژوهش و تعلیق  احمد کلباسی اشتری در ۴ مجلد جداگانه در سال‌های اخیر توسط انتشارات بوستان کتاب حوزه علمیه قم به چاپ رسیده‌است.